# Ladies Open Lugano 2018
Ladies Open Lugano 2018 (також відомий під назвою Samsung Open presented by Cornèr 2018 за назвою спонсора) — жіночий тенісний турнір, що проходив на кортах з ґрунтовим покриттям TC Lido Lugano. Турнір відбувся вдруге (уперше в Лугано). Належав до серії International в рамках Туру WTA 2018. Тривав з 9 до 15 квітня 2018 року.

## Очки і призові

### Розподіл очок
| Дисципліна              | П   | Ф   | ПФ  | ЧФ | 1/8 | 1/16 | Q   | Q2  | Q1  |
| Жінки, одиночний розряд | 280 | 180 | 110 | 60 | 30  | 1    | 18  | 12  | 1   |
| Жінки, парний розряд    | 280 | 180 | 110 | 60 | 1   | Н/Д  | Н/Д | Н/Д | Н/Д |

### Розподіл призових грошей
| Дисципліна              | П       | F       | ПФ      | ЧФ     | 1/8    | 1/16   | Q2     | Q1   |
| Жінки, одиночний розряд | $43,000 | $21,400 | $11,500 | $6,175 | $3,400 | $2,100 | $1,020 | $600 |
| Жінки, парний розряд    | $12,300 | $6,400  | $3,435  | $1,820 | $960   | Н/Д    | Н/Д    | Н/Д  |

## Учасниці основної сітки в одиночному розряді

### Сіяні учасниці
| Країна   | Гравчиня             | Рейтинг1 | Сіяна |
| -------- | -------------------- | -------- | ----- |
| Франція  | Крістіна Младенович  | 19       | 1     |
| Бельгія  | Елісе Мертенс        | 20       | 2     |
| Іспанія  | Карла Суарес Наварро | 23       | 3     |
| Естонія  | Анетт Контавейт      | 28       | 4     |
| Росія    | Світлана Кузнецова   | 29       | 5     |
| Франція  | Алізе Корне          | 37       | 6     |
| Румунія  | Міхаела Бузернеску   | 39       | 7     |
| Білорусь | Олександра Соснович  | 49       | 8     |
| Бельгія  | Алісон ван Ейтванк   | 51       | 9     |

- 1 Рейтинг подано станом на 2 квітня 2018.

### Інші учасниці
Нижче наведено учасниць, які отримали вайлд-кард на участь в основній сітці:
- Світлана Кузнецова
- Джил Тайхманн
- Стефані Фегеле

Такі учасниці отримали право на участь в основній сітці завдяки захищеному рейтингові:
- Менді Мінелла

Нижче наведено гравчинь, які пробились в основну сітку через стадію кваліфікації:
- Александра Каданцу
- Катінка фон Дайхманн
- Рішель Гогеркамп
- Тамара Корпач
- Данка Ковінич
- Віра Лапко

Як щасливий лузер в основну сітку потрапили такі гравчині:
- Магдалена Френх

### Відмовились від участі
До початку турніру
- Тімеа Бачинскі → її замінила  Полона Герцог
- Кікі Бертенс → її замінила  Менді Мінелла
- Домініка Цібулкова → її замінила  Крістина Плішкова
- Сорана Кирстя → її замінила  Сє Шувей
- Анна-Лена Фрідзам → її замінила  Юлія Путінцева
- Катерина Козлова → її замінила  Лаура Зігемунд
- Марія Саккарі → її замінила  Кірстен Фліпкенс
- Карла Суарес Наварро → її замінила  Магдалена Френх

### Знялись
- Крістіна Младенович
- Лаура Зігемунд

## Учасниці основної сітки в парному розряді

### Сіяні пари
| Країна    | Гравчиня          | Країна          | Гравчиня      | Рейтинг1 | Сіяна |
| --------- | ----------------- | --------------- | ------------- | -------- | ----- |
| Бельгія   | Кірстен Фліпкенс  | Бельгія         | Елісе Мертенс | 75       | 1     |
| Польща    | Алісія Росольська | США             | Абігейл Спірс | 83       | 2     |
| Румунія   | Ралука Олару      | Велика Британія | Анна Сміт     | 97       | 3     |
| Австралія | Монік Адамчак     | Швейцарія       | Ксенія Нолл   | 116      | 4     |

- 1 Рейтинг подано станом на 2 квітня 2018.

### Інші учасниці
Пара, що отримала вайлд-кард на участь в основній сітці|wildcard]] into the main draw:
- Амандін Есс /  Крістіна Младенович

Наведені нижче пари отримали місце як заміна:
- Река-Луца Яні /  Данка Ковінич

### Відмовились від участі
До початку турніру
- Крістіна Младенович

## Переможниці

### Одиночний розряд
- Елісе Мертенс —  Арина Соболенко, 7–5, 6–2

### Парний розряд
- Кірстен Фліпкенс /  Елісе Мертенс —  Віра Лапко /  Арина Соболенко, 6–1, 6–3